# Shaanxi Y-9
Shaanxi Y-9 (tiếng Trung: 运-9; bính âm: Yùn-9) là một loại máy bay vận tải quân sự hạng trung của Trung Quốc được sản xuất bởi Shaanxi Aircraft Corporation (Tập đoàn Máy bay Thiểm Tây). Nó là phiên bản nâng cấp và kéo dài phần thân của Shaanxi Y-8F.

## Phát triển
Quá trình phát triển Y-9 có thể đã bắt đầu từ năm 2002 dưới dạng chương trình Y-8X. Chương trình này là một nỗ lực hợp tác với Antonov – nhà thiết kế của An-12 – và nhằm mục đích cạnh tranh với Lockheed Martin C-130J Super Hercules. Đến tháng 9 năm 2005, tên gọi Y-9 được sử dụng chính thức. Y-9 có các tính năng thiết kế nguyên bản của biến thể đã bị hủy bỏ vào năm 2008 là Y-8F-600.
Tập đoàn Shaanxi hy vọng thực hiện chuyến bay đầu tiên sớm nhất là vào năm 2006, nhưng đã bị trì hoãn. Có sự thay đổi trong thiết kế được thực hiện vào năm 2006, sau đó thiết kế bị tạm dừng vào tháng 1 năm 2010. Sau khi tạm dừng thiết kế, có ý kiến cho rằng chuyến bay đầu tiên sẽ phụ thuộc vào việc đảm bảo có khách hàng khi ra mắt; và vì vậy việc lắp ráp chế tạo cũng chưa được bắt đầu. Cuối cùng, dòng máy bay này đã cất cánh tháng 11 năm 2010.
Y-9 được đưa vào biên chế trong Không quân Quân Giải phóng Nhân dân Trung Quốc (PLAAF) vào năm 2012, với khả năng hoạt động đầy đủ được công bố vào tháng 12 năm 2017.

## Thiết kế
Y-9 trang bị bốn động cơ tuốc bin cánh quạt WoJiang WJ-6C. Các cánh quạt có sáu cánh, được chế tạo bằng vật liệu composite JL-4 của Trung Quốc, và gần giống với động cơ Dowty R406. WJ-6C được thay thế bằng Pratt & Whitney Canada PW150B đối với biến thể xuất khẩu Y-9E.
Tốc độ hành trình là 300 hải lý/giờ (560 km/h; 350 dặm/h) với thời gian hành trình khoảng 10,5 tiếng.

### Sức chứa hàng hóa
Y-9 được thiết kế để chứa 25 tấn hàng hóa nhưng có báo cáo cho rằng nó có thể chở tới 30 tấn.
Máy bay chở tối đa 106 hành khách, 132 lính dù hoặc 72 cáng cứu thương. Đối với các phương tiện, nó có thể mang theo hai xe chiến đấu bộ binh đổ bộ đường không ZBD-03, cũng như nhiều thiết bị quân sự khác như xe tải hạng nhẹ, container chở hàng hoặc các pallet.
Khoang chở hàng có thể tích bên trong là 155 m³, được trang bị các con lăn xếp dỡ hàng hóa và các vòng buộc hàng. Lối vào phía sau của khoang chở hàng cũng có chức năng như một đoạn đường nối.
Một số biến thể cho mục đích đặc biệt như Y-9G (GX-11) bị loại bỏ cửa dốc phía sau.

## Biến thể
Y-9
Phiên bản cơ sở ban đầu
Y-9E
Phiên bản xuất khẩu của Y-9
Y-8Q / KQ-200 (GX-6)
Máy bay chống tàu ngầm
Y-9JZ (GX-8)
Biến thể tình báo điện tử
Y-9XZ (GX-9)
Máy bay tác chiến tâm lý
Y-9W / KJ-500 (GX-10)
Biến thể chỉ huy và cảnh báo sớm trên không. Hành trình bay tối đa 5 tiếng và được trang bị phiên bản nhẹ hơn của radar mạng quét điện tử điện tử chủ động AESA trên KJ-2000.
Y-9G (GX-11)
Biến thể tác chiến điện tử (ECM)
Y-9X (GX-12)
Máy bay tình báo điện tử (ELINT)
Y-9LG (GX-13)
Biến thể mới dành cho đối phó điện tử
Y-9T (GX-14)
Biến thể chuyển tiếp thông tin liên lạc
Y-9Q (GX-15)
Biến thể mới dùng để chống tàu ngầm
KJ-700 (GX-16)
Biến thể mới dành cho cảnh báo sớm trên không
Y-9 (GX-17)
Biến thể mới được suy đoán là dành cho tác chiến điện tử

## Quốc gia sử dụng

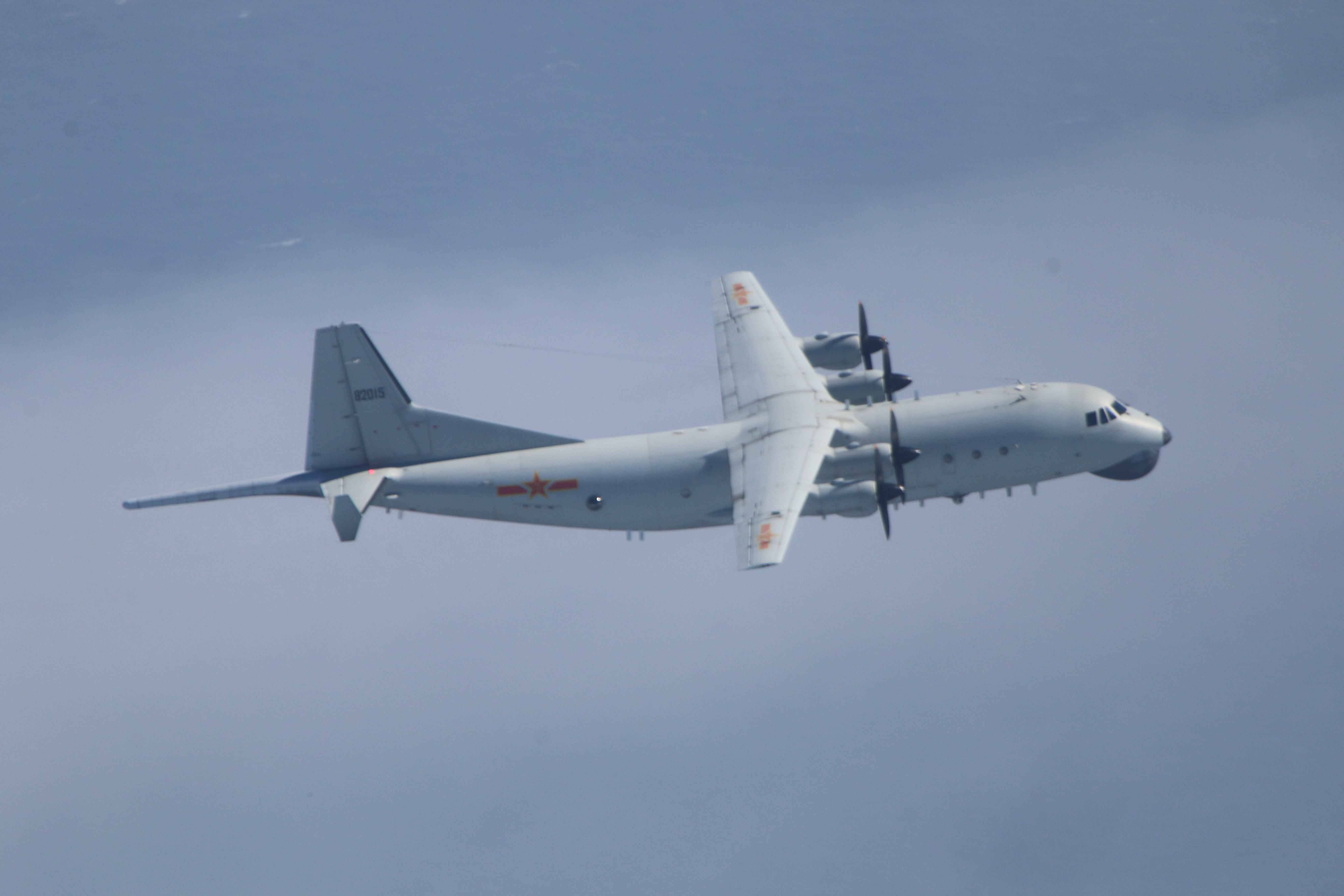
Máy bay tác chiến chống ngầm Y-9Q (KQ-200)

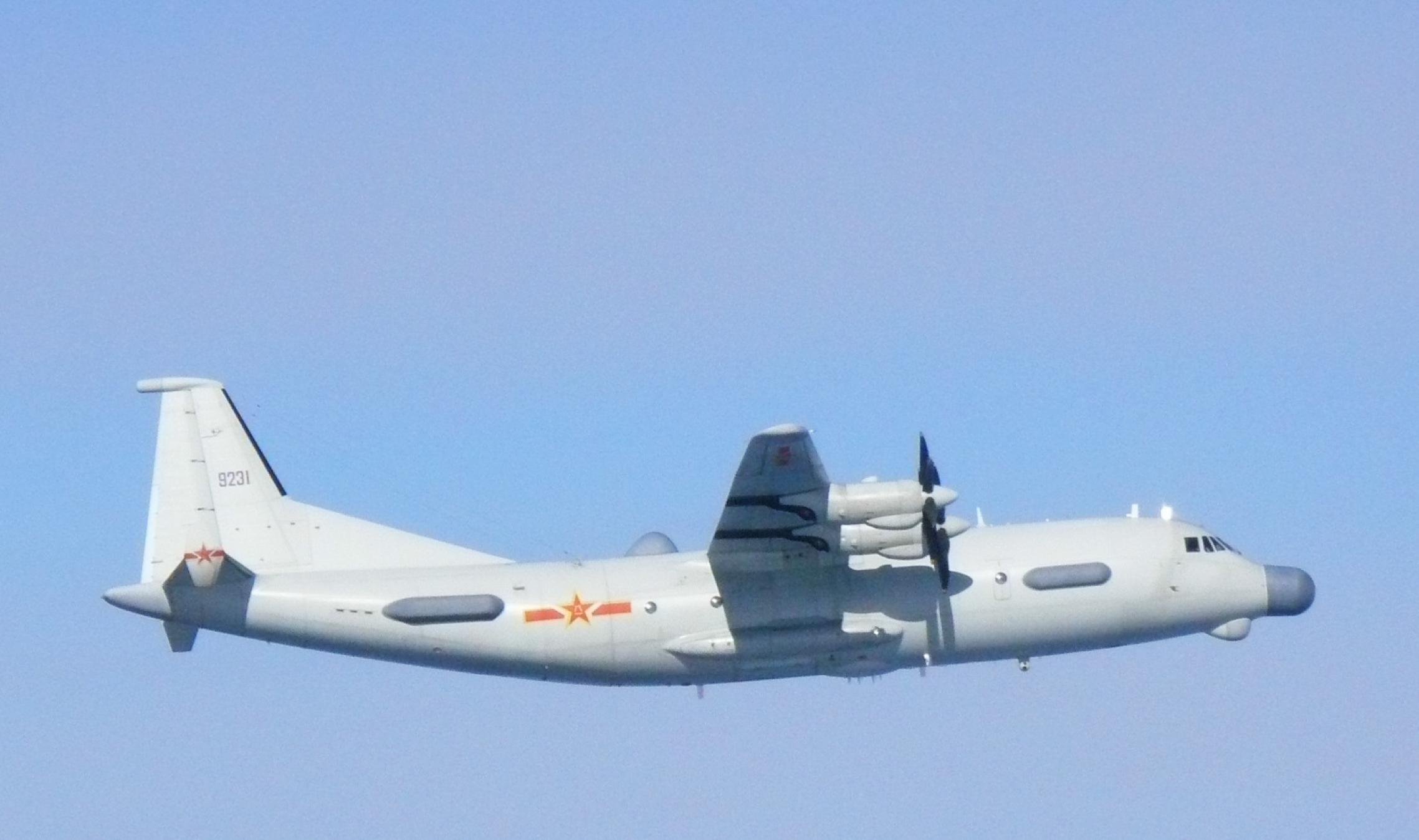
Máy bay tình báo điện tử Y-9JB

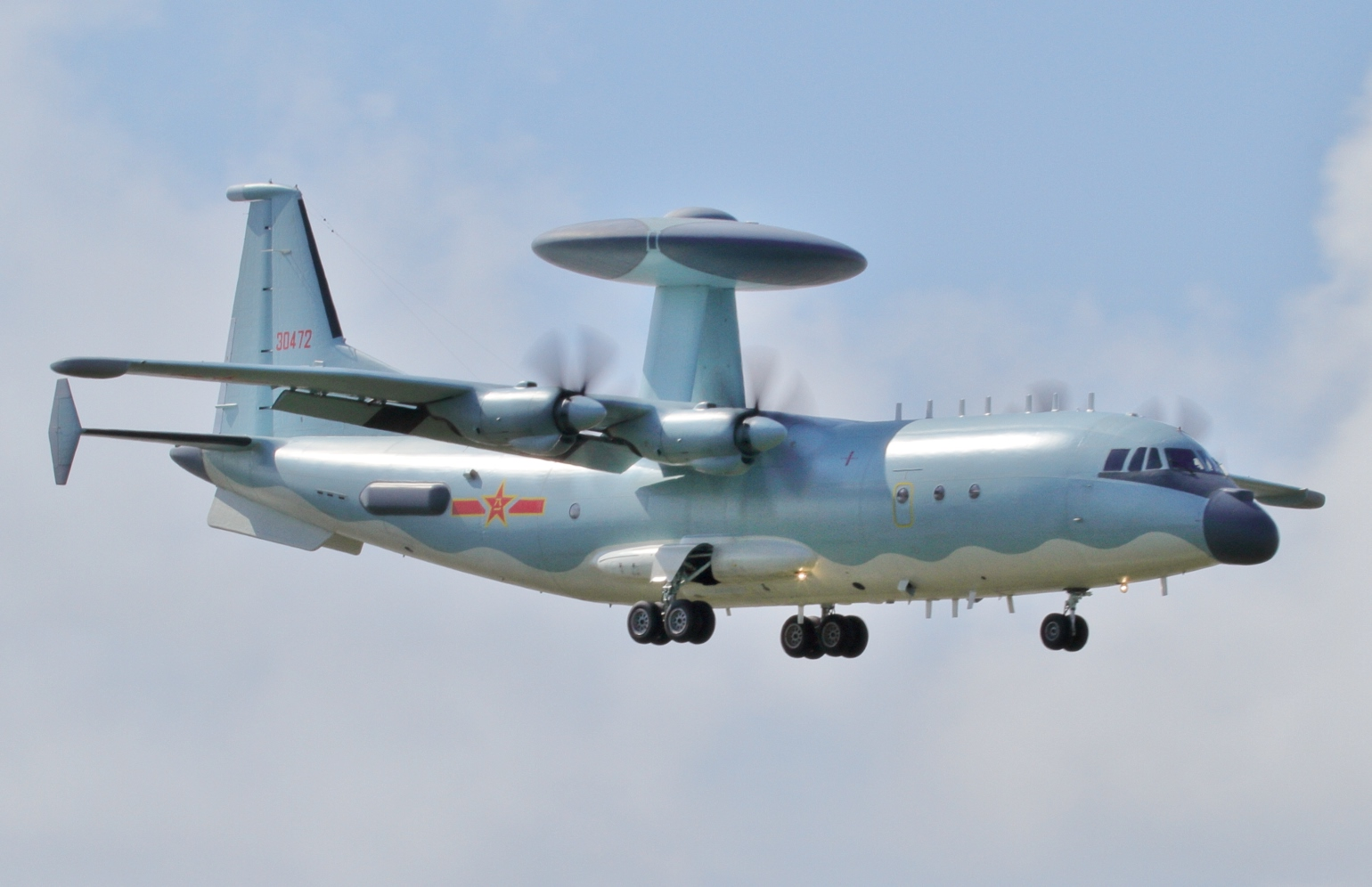
Máy bay chỉ huy và cảnh báo sớm trên không Y-9W (KJ-500)

Trung Quốc
- Không quân Trung Quốc:[1] Hơn 30 chiếc Y-9,[18] 4 chiếc Y-9XZ,[14] 8 chiếc Y-9W (KJ-500),[14]  4 chiếc Y-9G,[14] 2 chiếc Y-9X.[14]
- Không quân Hải quân Trung Quốc: 8 chiếc Y-9Q (KQ-200),[11] 8 chiếc Y-9JZ (GX-8),[11] 8 chiếc Y-9W (KJ-500H).[11]
- Lục quân Trung Quốc: 2 chiếc[19][20]

 Myanmar
- Không quân Myanmar: 1 chiếc Y-9E (đặt hàng tháng 11 năm 2017)[6]

## Thông số kỹ thuật (Y-9)
Dữ liệu lấy từ Jane's All the World's Aircraft 2010-2011

### Tính năng chung
- Phi hành đoàn: 4 người
- Sức chứa: 25.000 kg (55.116 lb) hàng hóa / 106 lính dù / 72 cáng cứu thương + 3 tiếp viên
- Chiều dài: 36,65 m (118 ft 4 in)
- Sải cánh: 38 m (124 ft 8 in)
- Chiều cao: 11,3 m (37 ft 1 in)
- Diện tích cánh: 121,9 m2 (1.312 ft2)
- Kết cấu dạng cánh: chân cánh: C-5-18; đầu cánh: C-3-14[22]
- Trọng lượng cất cánh tối đa: 65.000 kg (143.300 lb)
- Sức chứa nhiên liệu: 23.000 kg (50.706 lb)
- Động cơ: 4 × động cơ tuốc bin cánh quạt WoJiang WJ-6C[4]
- Cánh quạt: Cánh quạt 6 cánh có thể đảo chiều tốc độ không đổi làm bằng vật liệu composite JL-4.

Hiệu suất bay
- Tốc độ tối đa: 660 km/h (410 dặm/h, 360 hải lý/h)
- Tốc độ hành trình: 560 km/h (350 dặm/h, 300 hải lý/h)
- Tầm bay: 2,200 km (1,400 dặm, 1,200 hải lý) với 15.000 kg (33.069 lb) hàng hóa
- Trần bay: 10.400 m (34.100 ft)
- Độ cao bay tối đa: 8.000 m (26.247 ft)
- Lực đẩy/Trọng lượng: 0,234 kW/kg (0,142 mã lực/lb)